# Nerocila livida
Nerocila livida là một loài chân đều trong họ Cymothoidae. Loài này được Budde-Lund miêu tả khoa học năm 1908.